# Il cielo ha una porta sola
Il cielo ha una porta sola è il tredicesimo album di Biagio Antonacci, pubblicato il 2008. Il DVD contiene l'intervista "Dipingendo...colori e parole con Biagio".

## Tracce
1. Il cielo ha una porta sola – 3:51
2. Aprila – 4:14
3. Tra te e il mare (Rolling version) – 3:38
4. Vivimi – 4:04
5. Pazzo di lei – 4:11
6. Sognami – 4:04
7. Quanto tempo e ancora – 4:24
8. Iris (tra le tue poesie) – 3:57
9. Sappi amore mio – 3:43
10. Convivendo – 3:53
11. Se è vero che ci sei – 4:38
12. Angela – 3:33
13. Mio padre è un re – 4:00
14. Fiore – 4:21
15. Quell'uomo li – 5:20
16. Lo conosco poco – 5:02

## Singoli
1. Il cielo ha una porta sola
2. Aprila
3. Tra te e il mare (Rolling version)

## Classifiche

### Classifiche settimanali
| Classifica (2008) | Posizione massima |
| ----------------- | ----------------- |
| Italia            | 1                 |
| Svizzera          | 69                |

### Classifiche di fine anno
| Classifica (2008) | Posizione |
| ----------------- | --------- |
| Italia            | 21        |
| Classifica (2009) | Posizione |
| Italia            | 29        |